# Neoserolis exigua
Neoserolis exigua là một loài chân đều trong họ Serolidae. Loài này được Nordenstam miêu tả khoa học năm 1933.